# Szlak Zebrzydowa-Pobiedna

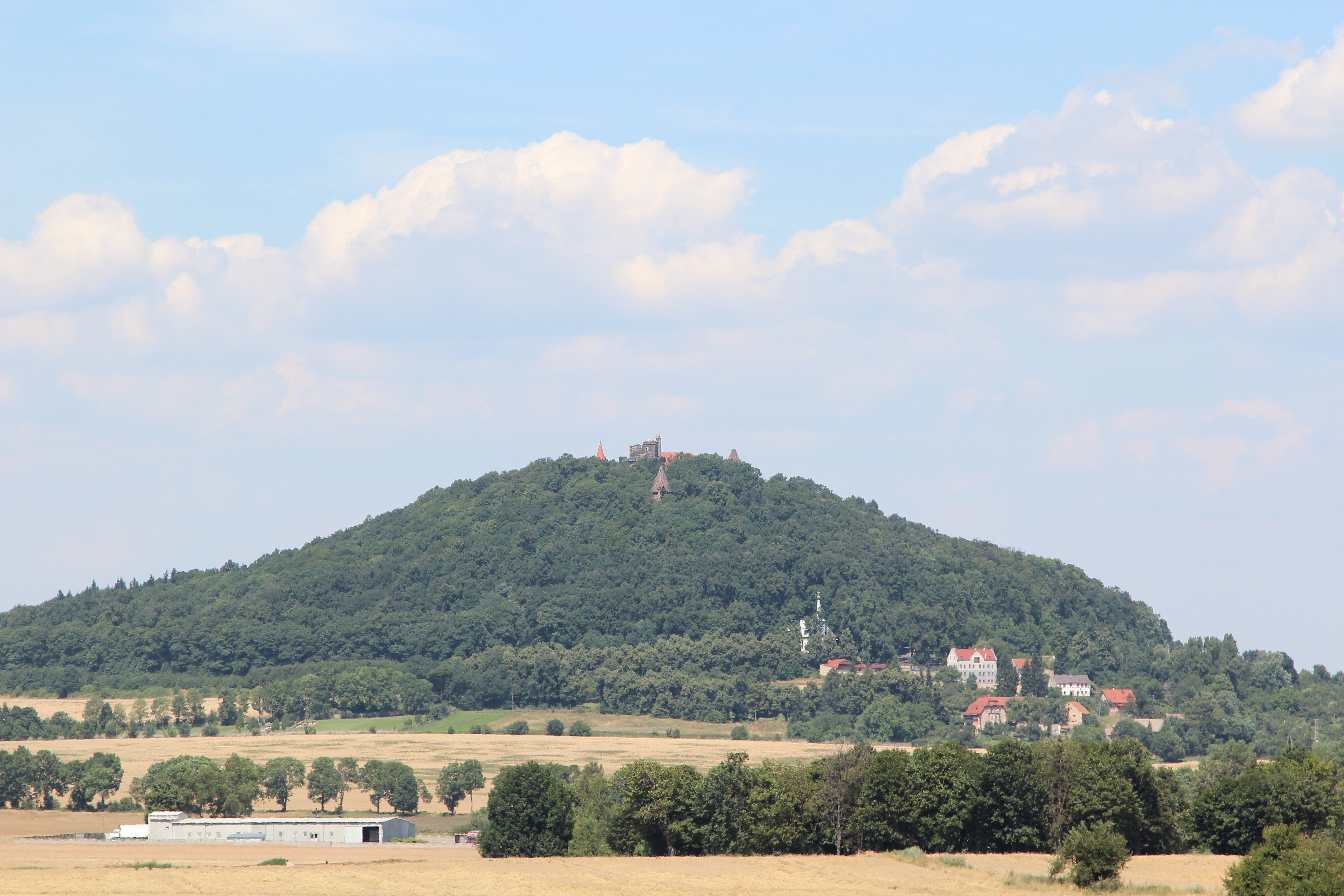
Wieś Grodziec wraz z Zamkiem Grodziec

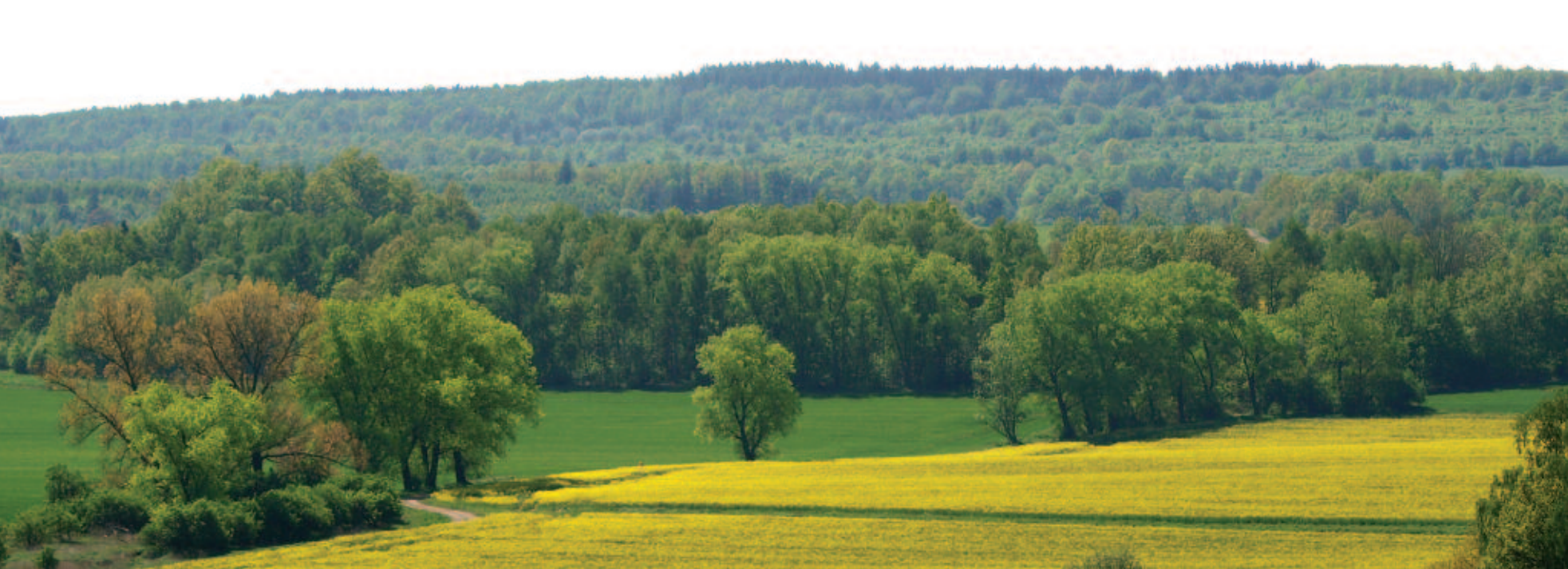
Okolice Pól Agatowych

 Szlak Zebrzydowa – Pobiedna – znakowany, „puszczański” szlak turystyczny z Zebrzydowej do Pobiednej o długości 111,8 km (lub 114,6 km wg niektórych opracowań). Szlak przebiega przez Pogórze Kaczawskie, Pogórze Izerskie i Góry Izerskie województwa Dolnośląskiego; oznaczony jest kolorem niebieskim. Fragment szlaku między Lwówkiem Śląskim, a Lubomierzem nazywany jest Szlakiem Agatowym. Szlakiem można dotrzeć do Pól Agatowych, idąc z Lwówka Śląskiego szlakiem niebieskim, który przechodzi kilkaset metrów od miejsca występowania agatów.

## Przebieg szlaku
Na podstawie turystycznej mapy szlaku:
- 0,0 km Zebrzydowa
- 5,7 km Bieniec
- 13,3 km Osiecznica
- 13,8 km Kliczków
- 26,2 km Dobra
- 26,7 km Bolesławiec – Osiedle Kwiatowe
- 30,2 km Bolesławiec – Śródmieście
- 30,8 km Bolesławiec – Osiedle Piastów
- 33,5 km Kruszyn
- 34,0 km Łaziska
- 37,4 km Wartowice
- 44,8 km Raciborowice Dolne
- 45,3 km Raciborowice Górne
- 51,7 km Grodziec
- 56,7 km Czaple
- 60,8 km Bielanka
- 62,6 km Pieszków
- 64,9 km Dworek
- 68,7 km Lwówek Śląski – Płakowice
- 70,1 km Lwówek Śląski
- 79,0 km Pola Agatowe – Agatowy Szlak
- 81,5 km Nagórze
- 86,1 km Milęcice
- 86,9 km Lubomierz
- 92,0 km Chmieleń
- 96,6 km Rębiszów
- 99,8 km Mlądz
- 103,5 km Mroczkowice
- 104,9 km Kamień
- 108,4 km Wolimierz
- 111,8 km Pobiedna